# Ánxel Casal
Ánxel Casal Gosenxe (La Coruña, 17 de diciembre de 1895-Teo, agosto de 1936) fue un editor y político español. Fue detenido por el bando sublevado tras el golpe de Estado de julio de 1936 cuando era alcalde de Santiago de Compostela y ejecutado.

## Biografía
En 1909 emigró a Buenos Aires. Allí estuvo empleado en diversos oficios durante dos años. Volvió a La Coruña y encontró trabajo en el consulado de Francia. Debido a la precariedad económica emigró otra vez, de esta vez a Burdeos, pero regresó a los pocos meses. De 1914 a 1917 cumplió el servicio militar, del que siempre guardaría malos recuerdos. Se unió a las Irmandades da Fala de La Coruña, colaboró en el Conservatorio de Arte Gallego y fue el promotor y primer maestro de la escuela de la enseñanza gallega (galleguista y laica) de las Irmandades, la primera que utilizó oficialmente el gallego (1926-1931).
En 1920 se casó con María Miramontes y para sobrevivir abrieron una tienda de tejidos. En noviembre de 1924, en colaboración con Leandro Carré Alvarellos, fundó la Editorial Lar.
Lar representó el verdadero comienzo de la novelística gallega, pues creó una colección de breves novelas mensuales, cuya tirada era de 3000 ejemplares. Abrieron la colección con un título de Wenceslao Fernández Flórez, A miña muller, y la colección resultó un verdadero éxito editorial. Compraron imprenta propia y empezaron a editar el órgano galleguista A Nosa Terra.
Se desvinculó de esa iniciativa para fundar en 1927 la Editorial Nós. De su imprenta salían A Nosa Terra y la revista Nós. La revista Nós, que se había fundado en Orense en 1920 y que a partir del número 16 se había empezado a imprimir en Pontevedra en busca de menores costes, a pesar de todo tuvo que suspender su publicación dos números después, el 1 de junio de 1923, encuentra en la imprenta Lar el medio para seguir publicándose. El 25 de julio de 1925 salió el número 19. 
El nombre completo de la editorial era «Nós, Pubricacións Galegas e Imprenta». Toda su actividad estaba relacionada con la cultura de Galicia. El taller imprimía la revista A Nosa Terra, que fungía como órgano oficial de las Irmandades da Fala. También publicó El Momento, un periódico vespertino, y la mayor parte de las publicaciones del Instituto de Estudios Gallegos. Casal también era un miembro muy activo del Conservatorio de Arte Gallego de La Coruña, con el que colaboró en la puesta en escena de varias obras de teatro gallego. En 1930 fundó el periódico republicano El Momentoque, el cual, por falta de apoyo, solo duraría 14 números y arrastraría a Nós casi a la quiebra.
En agosto de 1931 se trasladó a Santiago de Compostela para tratar de salvar la editorial. Militante desde su creación del Partido Galeguista, fue alcalde de Santiago desde febrero de 1936 hasta su asesinato. Allí continuó imprimiendo y colaborando con diversas iniciativas republicanas, galleguistas y sindicalistas. Fue el editor e impresor de las revistas vanguardistas Claridad (1934) y Ser (1935) y promotor de la Asociación de Escritores de Galicia, creada en abril de 1936 y truncada por la guerra civil.
Tras la sublevación militar del 18 de julio escapó hacia la parroquia de Vilantime, en Arzúa. Fue detenido el 4 de agosto, y su cuerpo apareció el 19 de agosto en un foso de la carretera de la parroquia de Cacheiras, marcado hoy con un pequeño monumento.
Paul Preston da una versión diferente de su muerte. Según Preston fue juzgado el 19 de noviembre de 1936 por un tribunal militar que lo acusó de «traición contra la patria» y lo condenó a muerte junto con otros diez miembros del Comité del Frente Popular que se había formado en Santiago para oponerse al golpe. Fue ejecutado a continuación junto con nueve de ellos. El décimo consiguió que la pena capital le fuera conmutada por cadena perpetua gracias a la intervención de una tía suya, amiga del general Franco.